# It Was Always You
It Was Always You è un singolo del gruppo musicale statunitense Maroon 5, pubblicato il 29 luglio 2014 come secondo estratto dal quinto album in studio V.

## Tracce
1. It Was Always You – 3:58

## Formazione
Gruppo
- Adam Levine – voce
- James Valentine – chitarra solista
- Mickey Madden – basso
- Jesse Carmichael – tastiera
- PJ Morton – tastiera
- Matt Flynn – batteria, percussioni

Altri musicisti
- Jason Evigan – strumentazione, programmazione
- The Monsters & Strangerz – strumentazione, programmazione

Produzione
- Jason Evigan – produzione, produzione vocale
- The Monsters & Strangerz – produzione
- Stefan Johnson – produzione vocale
- Sam Martin – produzione vocale
- Isaiah Tejada – produzione vocale aggiuntiva
- Max Martin – produzione esecutiva
- Noah Passovoy – ingegneria del suono
- Eric Eylands – assistenza tecnica
- Șerban Ghenea – missaggio
- John Hanes – ingegneria al missaggio
- Tom Coyne – mastering